# Ардеа
Ардеа, Ардея (итал. Ardea) — древний город в Лацио, расположенный в 35 км к югу от Рима и в 4 км от берега Тирренского моря. Жителей — около 40 тысяч (на 2007 год).

## История
Ардея — одно из мест действия «Энеиды», столица рутулов во главе с Турном. Упоминается под 509 г. до н. э. как союзник Рима и под 443 г. до н. э. в связи с осадой вольсками. Во время Второй Пунической войны ардейцы отказались поддержать римлян, за что последние лишили их автономии. К началу нашей эры Ардея потеряла всякое значение и практически обезлюдела. 
В трактате древнеримского архитектора Марка Витрувия Поллиона "Десять книг об Архитектуре" упоминается, что в окрестностях Ардеи имеются холодные серные источники.

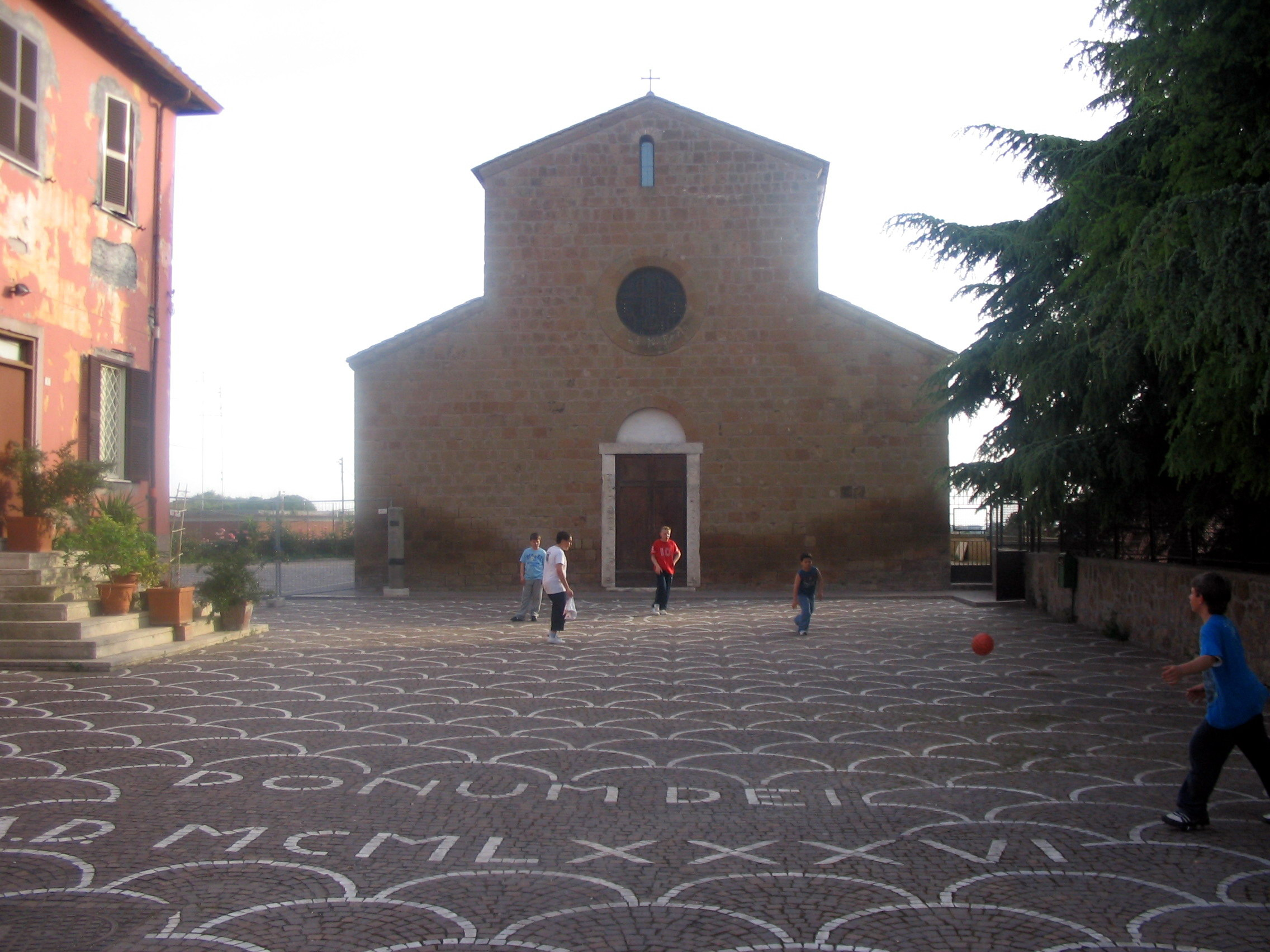
Базилика св. Петра

В Средние века Ардея, соединённая с Римом античной Ардейской дорогой, вернулась к жизни как укреплённый замок, за который шла борьба между феодалами Лацио. Папа Геласий II в 1118 г. скрывался в замке от войск Генриха V. В 1419 г. Мартин V отписал замок собственному семейству (Колонна), у которого он был в 1564 г. выкуплен родом Чезарини.
При Муссолини болотистая местность была осушена, и город вернулся к жизни. При проведении археологических раскопок были выявлены следы античных укреплений и четырёх храмов. Сохранились также две романские церкви XII века и башня св. Лаврентия (XVI век). Действует музей Джакомо Манцу.

## Справочные сведения
Население составляет 35 263 человека (на 31.12.2005 г.), плотность населения составляет 705 чел./км². Занимает площадь 50 км². Почтовый индекс — 00040. Телефонный код — 06.
Покровителем города считается апостол Пётр. Праздник города ежегодно празднуется 29 июня.